# 親桜子
親 桜子（しん さくらこ、1949年5月12日 - ）は、日本の元女優。本名、山田 厚子。
静岡県御殿場市出身。静岡県立御殿場南高等学校中退。オフィス・トゥー・ワンに所属していた。

## 来歴・人物
芸能界入りを反対する家族を説得し高校を1年で中退して松竹音楽舞踊学校に入学。1967年、同校を卒業。1968年、文学座の研究生となる。数本のテレビドラマのゲスト出演を経て同年、 ポーラテレビ小説『三人の母』と『泥棒育ち ドロボーイ』にレギュラー出演。当時のプロフィールでは見かけに寄らず芯は強いと紹介されている。
1971年、ピープロ制作の特撮ドラマ『宇宙猿人ゴリ対スペクトルマン』に第17話から第35話までレギュラー出演した。本作で共演した成川哲夫は、著書の中で「真面目で純粋な印象のためスタッフに気に入られていた」と記している。
趣味は、ギター、登山。

## 出演作品

### テレビドラマ
- 太郎（1967年、NHK）
- 泣いてたまるか（TBS）
  - 第65話「ああ軍歌」（1967年）
  - 第74話「意地が涙を」（1968年）
- 別れてもなお（1968年、CX）
- ケンチとすみれ （1968年、NHK）
- 泥棒育ち ドロボーイ（1968年、NTV）
- ポーラテレビ小説（TBS）
  - 三人の母（1968年 - 1969年） - 錦
  - パンとあこがれ（1969年） - 加代
- フジ三太郎 第35話「真夏のハプニング」（1969年、TBS）
- オレとシャム猫 第7話「電気椅子に坐ったアヒル」（1969年、TBS）
- 青空にとび出せ! 第18話「ロミオとジュリエットは縞の服」（1969年、TBS）
- 俺は用心棒 第2シリーズ 第26話「暁雲」（1969年、NET）
- お嫁さん 第7シリーズ（1969年 - 1970年、CX）
- 女殺し屋 花笠お竜 第10話「はだか剣法みだれ髪」（1969年、12ch）
- コント55号60分一本勝負  第18話「生んだが勝ち」（1970年、NET）
- 人形佐七捕物帳 第14話「二人お信乃」（1971年、NET） - 丸ぽちゃお信乃
- 宇宙猿人ゴリ対スペクトルマン 第17話「空飛ぶ鯨サンダーゲイ」 - 第35話「スペクトルマンが死んだ!?」（1971年、CX） - 立花みね子
- 気になる嫁さん 第5話「おとなの胸のうち」（1971年、NTV）
- ライオン奥様劇場（CX）
  - 男の償い（1972年） - 安倍瑠璃子
  - 女の坂道（1973年） - 紀子
- 青春の門 第二部 第24話（1978年、MBS）
- チェックメイト78 第7話「警部と教授殺人事件」（1978年、ABC）

### 映画
- ザ・スパイダースの大進撃（1968年、日活） - 若い娘
- 思い出の指輪（1968年、松竹） - 新子

### その他のテレビ番組
- こんにちわバラエティ[5]（1969年、NTV）

### CM
- 野村証券